# (667) Дениз
(667) Дениз (нем. Denise) — астероид главного пояса, который был открыт 23 июля 1908 года немецким астрономом Августом Копффом в Гейдельбергской обсерватории и назван французским женским именем Дениз, которое может быть связано с временным обозначением астероида 1908 DN.
- Орбита астероида Дениз и его положение в Солнечной системе

Тиссеранов параметр относительно Юпитера — 3,022.